# Медоувју Естејтс (Кентаки)
Медоувју Естејтс (енгл. Meadowview Estates) град је у америчкој савезној држави Кентаки.

## Демографија
По попису из 2010. године број становника је 363, што је 59 (-14,0%) становника мање него 2000. године.
| Група             | 2000.       | 2010.       |
| Белци             | 330 (78,2%) | 274 (75,5%) |
| Афроамериканци    | 76 (18,0%)  | 63 (17,4%)  |
| Азијати           | 5 (1,2%)    | 6 (1,7%)    |
| Хиспаноамериканци | 11 (2,6%)   | 16 (4,4%)   |
| Укупно            | 422         | 363         |